# Fatamoganaer
Fatamoganaer (russisk: Миражи) er en russisk stumfilm fra 1915 af Pjotr Tjardynin.

## Medvirkende
- Arsenij Bibikov som Dymov
- Tamara Gedevanova
- Andrej Gromov
- Aleksandr Kheruvimov
- Vera Kholodnaja som Marianna